# Пенобскот (Мен)
Пенобскот (англ. Penobscot) — місто (англ. town) в США, в окрузі Генкок штату Мен. Населення — 1136 осіб (2020).

## Демографія
Згідно з переписом 2010 року, у місті мешкали 1263 особи в 593 домогосподарствах у складі 347 родин. Було 883 помешкання
Расовий склад населення:
| - 97,5 % — білих - 0,6 % — азіатів - 0,4 % — корінних американців - 0,2 % — чорних або афроамериканців |

До двох чи більше рас належало 1,2 %. Частка іспаномовних становила 1,0 % від усіх жителів.
За віковим діапазоном населення розподілялося таким чином: 14,8 % — особи молодші 18 років, 59,1 % — особи у віці 18—64 років, 26,1 % — особи у віці 65 років та старші. Медіана віку мешканця становила 51,9 року. На 100 осіб жіночої статі у місті припадало 94,9 чоловіків;  на 100 жінок у віці від 18 років та старших — 91,1 чоловіків також старших 18 років.
Середній дохід на одне домашнє господарство  становив 65 513 долари США (медіана — 47 188), а середній дохід на одну сім'ю — 79 093 долари (медіана — 64 792). Медіана доходів становила 56 944 долари для чоловіків та 41 696 доларів для жінок. За межею бідності перебувало 11,0 % осіб, у тому числі 10,1 % дітей у віці до 18 років та 8,5 % осіб у віці 65 років та старших.
Цивільне працевлаштоване населення становило 534 особи. Основні галузі зайнятості: освіта, охорона здоров'я та соціальна допомога — 28,1 %, роздрібна торгівля — 13,5 %, науковці, спеціалісти, менеджери — 13,5 %.